# タンゴNF3
タンゴNF3（Tango NF3）は、鉄道車両メーカーのシュタッドラー・レールが開発・展開する路面電車車両。ボスニア・ヘルツェゴビナの路面電車であるサラエヴォ市電で2024年以降使用されている超低床電車である。

## 概要
2021年9月、シュタッドラー・レールはボスニア・ヘルツェゴビナの首都・サラエヴォ市内を走るサラエヴォ市電向けに、旧型電車（タトラK2、タトラKT8D5）の置き換えを目的とした15両の新型電車の導入に関する発注を獲得し、2023年にもオプション権を行使する形で10両の追加発注が実施された。これを基に、シュタッドラー・レールが製造するのが、同社が手掛ける「タンゴ」ブランドの1形式であるNF3である。
チェコのオストラヴァ市電（オストラヴァ）に導入された超低床電車のNF2を基に設計が行われた片運転台式の3車体連接車で、ボギー台車を有する前後車体が台車が存在しない中間車体を挟み込む形の編成が組まれている。そのうち、各車体の車端部に設置された台車には誘導電動機（出力105 kW）が2基ずつ設置されている。クロスシートが主に設置されている車内には冷暖房が完備されている他、充電用のUSBソケット、安全対策の監視カメラといった最新の設備が搭載されている。また、車体設計はヨーロッパの安全基準に基づいたものとなっている。塗装は複数の案から検討された結果、サラエヴォの伝統色である黄色に加え、窓回りは黒色、車体下部は灰色が用いられている。
最初の車両は2023年に完成し、同年にポーランドのグダニスクで開催された国際鉄道見本市のTRAKOで展示された。その後、ポズナン市電（ポズナン）の線路を用いた試運転を経て、2024年3月28日から営業運転を開始した。以降、初期発注分の15両が同年から2025年にかけて、追加発注分の10両が2025年12月以降、サラエヴォ市電へ納入される予定となっている。製造はシュタッドラー・レールがポーランドの企業であるソラリスから買収した工場で実施される。